# ホームセンターみつわ
株式会社ホームセンターみつわ（Home Center Mitsuwa）は、福井県福井市に本社を置く福井県嶺北地方でホームセンター、スーパーセンターを展開する企業。福井県内で4店舗展開している。
2020年8月にドラッグストアを運営するウエルシアホールディングス株式会社との資本業務提携が締結された。

## 沿革
- 1968年（昭和43年） - みつわ商事（みつわしょうじ）設立。当初はガソリンスタンドを中心に石油及びカー用品などを販売していた[3]。
- 1976年（昭和51年）4月24日 - 株式会社みつわ設立。県内初のホームセンターとして1号店の鷲塚店を開業[3]。
- 1984年 - 事業の強化を図るため、株式会社ホームセンターみつわを設立し、ホームセンター事業を分社化[3]。
- 1992年（平成4年） - みつわハウジング株式会社を設立し、住宅事業に進出[3]。
- 1997年（平成9年） - 株式会社リンコー建材を買収[3]。
- 2000年（平成12年） - 九頭龍店を開業し、生鮮食品の販売に進出[3]。
- 2002年（平成14年）
  - 株式会社みつわがワイティ株式会社に名称変更[3]。
  - 8月 - 坂井市春江町に県内初の完全セルフサービス給油スタンドを開設[3]。
- 2017年 - ワイティ株式会社と株式会社ホームセンターみつわが合併[3]。
- 2020年（令和2年）12月1日 - ウエルシアホールディングス株式会社との資本業務提携し、四ツ居店・敦賀店・鯖江店をウエルシア薬局株式会社へ譲渡[2]。
- 2021年（令和3年）
  - 4月5日 - Tポイントサービスの提供を開始（スマートフォン向けアプリ「モバイルTカード」も利用可能）[4]。
  - 7月1日 - 九頭龍店にマックスバリュ福井県1号店となる「マックスバリュ九頭龍店 生鮮館」（マックスバリュ北陸株式会社が運営）がインショップ形式で出店し、リニューアルオープン[5][6][7]。
  - 9月2日 - 武生店に「マックスバリュ武生店 生鮮館」（マックスバリュ北陸株式会社が運営）がインショップ形式で出店し、リニューアルオープン[8][9]。
  - 12月1日 - 武生店に調剤薬局となる「みつわ薬局」をオープン[10]。

## 店舗

### 過去に存在した店舗
- （初代）鷲塚店（1977年（昭和52年）開店[3] - ?閉店）
1号店で、県内初のホームセンターだった。
1985年（昭和60年）に移転[3]。
- （初代）丸岡店（1983年（昭和58年）開店[3] - ?閉店）
1991年（平成3年）に移転[3]。
- （初代）江守店（1980年（昭和55年）開店[3] - ?閉店）
1989年（平成元年）に移転[3]。
- 四ツ居店（1984年（昭和59年）開店[3] - 2020年（令和2年）10月29日閉店）
ウエルシア薬局株式会社へ譲渡[2]。2021年（令和3年）12月9日に「マックスバリュエクスプレス」をインショップとして併設した「ウエルシア福井北四ツ井店」としてオープン[11]。これで、ウエルシア薬局へ譲渡された3店舗すべてが「マックスバリュ」併設の「ウエルシア」としてオープンを完了したこととなった。
- （2代目）鷲塚店（1985年（昭和60年）開店[3] - 2022年（令和4年）12月31日閉店[12]）
- （2代目）江守店（1989年（平成元年）開店 - 2020年（令和2年）1月8日閉店）
- 敦賀店（1990年（平成2年）開店[3] - 2020年（令和2年）9月30日閉店）
市役所近くの郊外型店舗だった。ウエルシア薬局株式会社へ譲渡[2]。2021年（令和3年）12月2日に「マックスバリュエクスプレス」をインショップとして併設した「ウエルシア敦賀中央町店」としてオープンした[13]。
- 鯖江店（1994年（平成6年）開店[3] - 2020年（令和2年）9月30日閉店）
国道8号福井バイパスに面した郊外型の店舗だった。ウエルシア薬局株式会社へ譲渡[2]。2021年（令和3年）11月25日に「マックスバリュ」をインショップとして併設した「ウエルシア鯖江上河端町店」としてオープン。当社は同店舗へ園芸用品の商品供給を行う[14]。
- 西福井店（2002年（平成14年）開店[3] - 2012年（平成24年）1月9日閉店）
えちぜん鉄道三国芦原線福大前西福井駅の駅ビル（平和堂西福井店跡地）内に存在したスーパーセンター（事実上のGMS）型店舗。

## 関連会社
自動車整備業
- カーセンター工業株式会社

ガソリンスタンド運営
- みつわ商事有限会社

建築・設備関連
- 有限会社みつわ設備機器
- 株式会社リンコー建材

過去の関連会社
- しろはと交通株式会社（タクシー・貸切バス）→2016年に東京バスグループへ事業譲渡、現・福井バス株式会社。